# Tsalpa Künga Dorje
Tsalpa Künga Dorje (1309 - 1364) was een Tibetaans vorst en schrijver van historische werken als de Tsalpa Kangyur en de Rode annalen.

## Regent van Tshal Gungthang
Dorje was de tiende wereldlijk heerser ofwel regent (dpon-sa) van de regio Tshal Gungthang in Centraal-Tibet, die zich eerder tot een van de dertien tienduizendschappen onder de heerschappij van de sakya's had ontwikkeld. Hij was een nazaat van de belangrijke Tibetaanse adellijke familie mGar, waarvan de leden al ten tijde van de Yarlung-dynastie belangrijke ministerposten bezetten.
Dorje was de zoon van Mönlam Dorje (smon lam rdo rje), de negende regent van Tshal Gungthang. In 1323 werd hij op 15-jarige leeftijd geïnstalleerd als regent van dit tienduizendschap. Een jaar later, in 1324, reisde hij naar China, om zich door keizer Yesun Timur Khan in zijn ambt te laten bevestigen.
In 1352 werd zijn tienduizendschap door de heerser Changchub Gyaltsen uit de Phagmodru-dynastie veroverd. Daarmee werd het regentschap van Dorje beëindigd. Hij trad af en trad toe tot de monnikenstand, waarbij hij de nieuwe naam Gewe Lodrö aannam.

## Werken
Een van zijn belangrijkste activiteiten was een nieuwe uitgave van de Kangyur, het belangrijkste deel uit de Tibetaans boeddhistische canon, die bekend werd als Tsalpa Kanjur. Deze uitgave, die hij met hulp van de Tibetaanse geleerde Butön Rinchen Drub samenstelde, omvatte 260 delen in goud- en zilverschrift.
In 1346 begon Dorje aan het schrijven van de Rode annalen, die hij zelf niet de Tibetaanse titel Deb-ther dmar-po, maar de Mongoolse titel Hu-lan deb-ther gaf. Na zijn aftreden werkte hij hieraan verder en hij voltooide het geheel in 1363.
Tot de belangrijkste werken van Tsalpa Künga Dorje alias Gewe Lodrö behoort verder het Witte boek (deb ther dkar po), een catalogus van de Tsalpa Kangyur.
- Gemeinsame Normdatei: 140206353
- International Standard Name Identifier: 0000 0000 7484 4178
- Library of Congress Control Number: n84207109
- Système universitaire de documentation: 064817474
- Virtual International Authority File: 103748678
- WorldCat: E39PBJgxvXt6hmhKmVvcp3R3Qq